# Terno Chanel rosa de Jacqueline Bouvier Kennedy

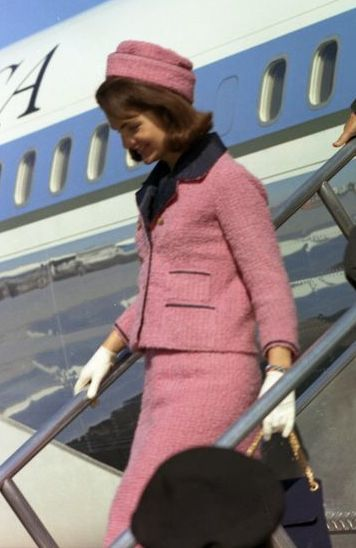
Jackie Kennedy descendo do Força Aérea Um no Dallas Love Field, horas antes do assassinato de seu marido

Jacqueline Bouvier Kennedy estava usando um terno Chanel rosa quando seu marido, o presidente John F. Kennedy, foi assassinado em Dallas, Texas, em 22 de novembro de 1963. Ela insistiu em usar o terno, manchado com seu sangue, durante a posse de Lyndon B. Johnson naquela tarde e para o voo de volta a Washington, D.C. Jacqueline Kennedy era um ícone da moda, e o terno é o mais referenciado e revisitado entre suas peças de roupa.
Feito de lã bouclé, o terno trespassado com colarinho rosa framboesa e acabamento marinho foi combinado com um chapéu pillbox rosa de marca registrada e luvas brancas. Uma questão de longa data entre historiadores e especialistas da moda, sobre se o terno foi feito pela Chanel na França ou uma cópia de qualidade comprada das coleções semestrais da Chez Ninon de Nova Iorque, foi resolvida pela biógrafa de Coco Chanel, Justine Picardie. Ela mostrou que o terno era uma peça feita pela Chez Ninon usando o sistema "linha por linha" aprovado pela Chanel com padrões e materiais autorizados da Chanel.

## O terno como moda

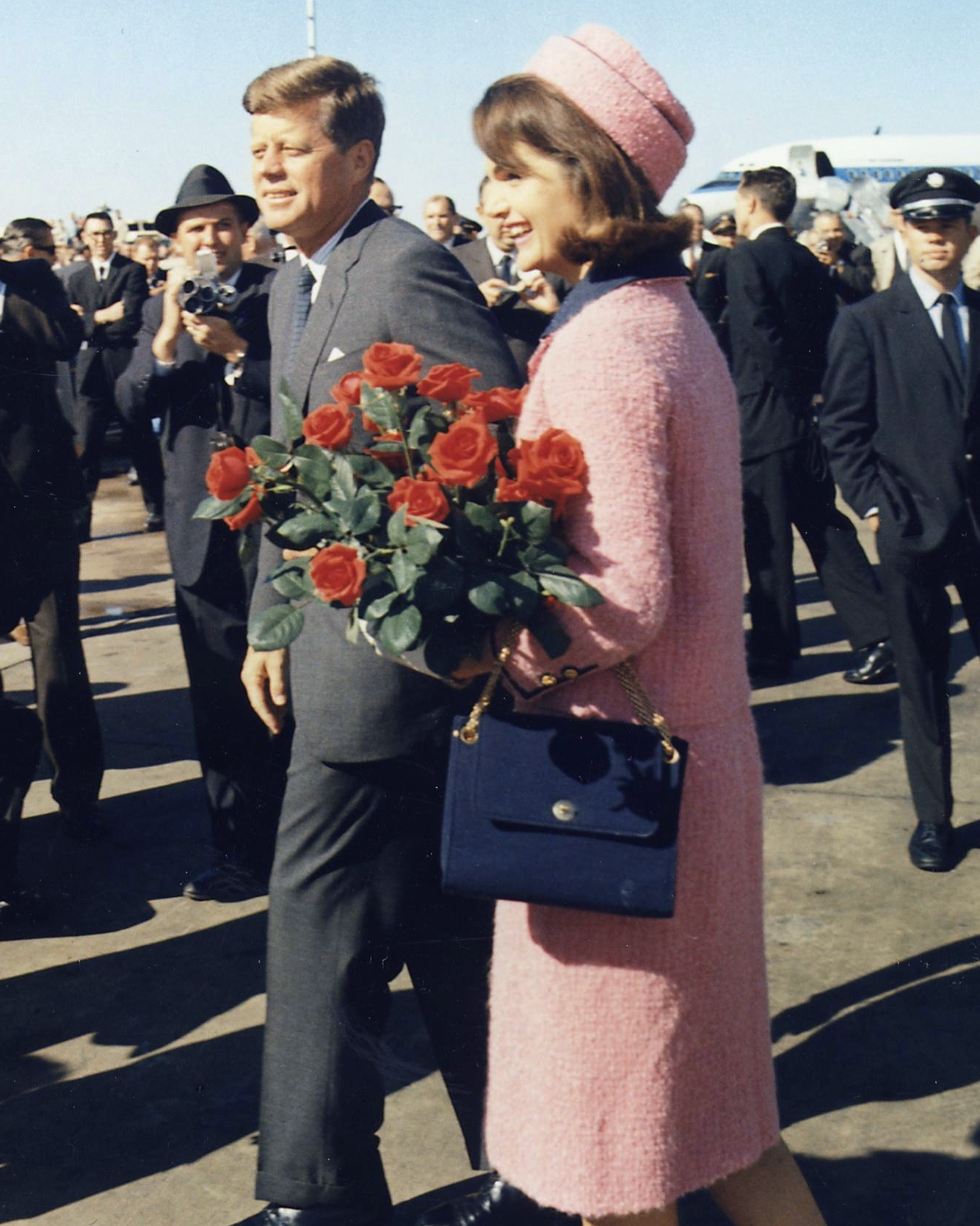
Os Kennedys chegando em Dallas

No final dos anos 1950 e início dos anos 1960, o terno Chanel era um dos símbolos mais fortes do chique feminino burguês que poderia ser encontrado em qualquer lugar do mundo ocidental, evocando uma imagem poderosa de uma mulher moderna sofisticada, inteligente e independente. Durante essa era, tornou-se o "guarda-roupa básico da mulher americana em ascensão, que poderia se adequar a quase todas as ocasiões diurnas que exigissem que uma mulher se vestisse com estilo". Embora mulheres usando rosa no século XXI sejam comuns, o rosa era uma novidade na moda na década de 1950 e era uma cor amada e até popularizada até certo ponto na moda americana por Mamie Eisenhower, que endossou uma cor que, de acordo com a historiadora cultural Karal Ann Marling, era chamada de "Mamie Pink". Dado que o terno Chanel era uma forte declaração de uma mulher independente, a cor rosa tem um elemento de feminilidade tradicional, talvez evitando os atributos estrangeiros e feministas associados ao terno Chanel em uma sociedade americana conservadora.
Antes de John F. Kennedy partir para o Texas, ele perguntou à esposa o que ela planejava vestir. Em uma entrevista com William Manchester após a tragédia, Kennedy disse que seu marido lhe dissera: 
"Haverá todas essas mulheres ricas e republicanas naquele almoço... usando casacos de vison e pulseiras de diamantes. E você tem que estar tão maravilhosa quanto qualquer uma delas. Seja simples — mostre a esses texanos o que é realmente bom gosto." Então ela entrou e saiu do quarto dele, segurando vestidos na frente dela. As roupas finalmente escolhidas — se o tempo permitisse — eram todas veteranas de seu guarda-roupa: vestidos bege e branco, ternos azuis e amarelos e, para Dallas, um terno rosa com gola azul-marinho e um chapéu pillbox rosa combinando.
Dizia-se que o terno rosa era um dos "favoritos particulares" de seu marido; o terno havia sido exibido pela primeira vez por Coco Chanel em sua coleção outono/inverno de 1961. Existem fotografias da Sra. Kennedy vestindo o terno – ou um muito semelhante a ele – em Washington, D.C. em novembro de 1961; na igreja em 12 de novembro de 1961; em Londres em 26 de março de 1962; em Washington, D.C. em setembro de 1962; na Praça Lafayette em 26 de setembro de 1962; na visita do Primeiro-ministro da Argélia em 15 de outubro de 1962; e na visita do Marajá de Jaipur em 23 de outubro de 1962. Após a última dessas ocasiões, ela aparentemente não foi fotografada usando-o até o dia do assassinato, quando foi fotografada com ele em Fort Worth e Dallas antes do assassinato, tendo sido revelada usando-o após sair do Força Aérea Um em Love Field.
O terno era trespassado, com seis botões dourados e quatro bolsos quadrados, dois de cada lado. O tecido era uma lã leve da Linton Tweeds em uma trama nodosa conhecida como bouclé. A cor era framboesa, embora a maioria das reportagens da imprensa a descrevesse como rosa morango. A gola larga acolchoada, o forro da jaqueta, o acabamento com debrum nas mangas e na parte superior de cada bolso eram de seda azul-marinho. Havia dois botões dourados em cada manga. Os botões do terno tinham debrum azul-marinho ao redor da borda. Uma característica inteligente das jaquetas Chanel era uma pequena corrente dourada costurada ao longo da borda inferior interna da jaqueta para fornecer peso suficiente para que ela ficasse reta. O terno vinha com uma blusa de seda azul-marinho sem mangas. Para o tempo frio, Kennedy usava um lenço de seda azul-marinho combinando amarrado no pescoço e enfiado na frente da jaqueta, o que ela fez em Dallas. Acompanhando o terno, havia um chapéu pillbox de marca registrada em rosa combinando com uma faixa de debrum azul-marinho ao redor da coroa. Ela prendeu o chapéu na cabeça com um alfinete de chapéu padrão. Kennedy carregava uma bolsa azul-marinho com fivela de ouro e alça de corrente de ouro. Ela usava sapatos azul-marinho de salto baixo com um pequeno enfeite de ouro no dedo do pé. Uma pulseira de ouro no pulso esquerdo e luvas curtas de couro branco com pequenos botões de pérola no pulso completavam sua roupa. 
A maioria do público americano que viu fotos do casal presidencial na televisão e nos jornais entre 1961 e 1963 não saberia a cor do terno, visto que na época do assassinato os noticiários da TV ainda eram em preto e branco e os jornais não imprimiam fotos coloridas. A cor do terno se tornou amplamente conhecida somente após a publicação de fotos coloridas na edição do memorial JFK da revista Life em 29 de novembro de 1963 e no relatório da Comissão Warren da Life em 2 de outubro de 1964.

### Autenticidade

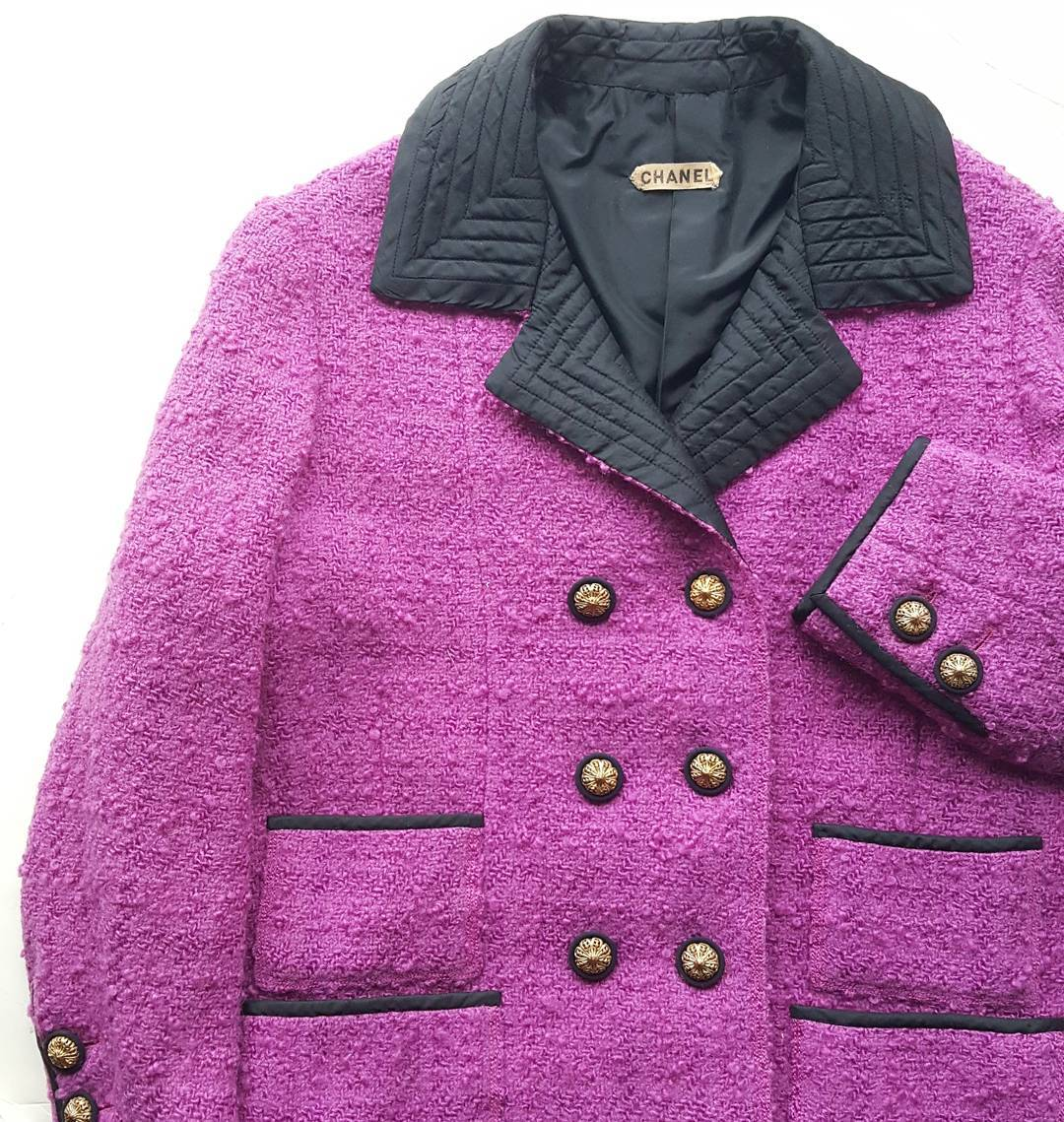
Jaqueta Chanel Alta Costura, F/W 1961. O terno de Kennedy era uma cópia linha a linha feita pela Chez Ninon em Nova Iorque com base no design original. Esta é uma jaqueta original de alta costura no mesmo rosa framboesa, mas com acabamento em seda preta, feita pela Coco Chanel em Paris. Coleção Adnan Ege Kutay.

Houve uma longa dúvida entre historiadores e especialistas da moda se o terno foi feito pela Chanel na França ou uma peça comprada na Chez Ninon de Nova Iorque, uma loja de roupas popular que importava designs e materiais de marcas europeias e os montava nos Estados Unidos. Várias fontes alegaram que era mais do que provável uma versão de um terno de lã bouclé rosa da Chanel com gola azul marinho, alguns afirmando que foi feito pela Chez Ninon em 1961. Para complicar ainda mais o assunto, havia o fato indiscutível de que o designer "oficial" da primeira-dama era Oleg Cassini, que fornecia grande parte de seu guarda-roupa público e privado. Em sua biografia autorizada de Coco Chanel em 2010, Justine Picardie resolveu o assunto, afirmando que o tecido, os botões e o acabamento da jaqueta vieram da Chanel em Paris, de onde o terno foi feito e ajustado para Kennedy na Chez Ninon, usando o sistema "linha por linha" aprovado pela Chanel. Picardie insiste que esse sistema não tinha nada a ver com falsificação ou violação de marca registrada, já que a Chanel forneceu os materiais para a Chez Ninon. O propósito de comprar o terno da Chez Ninon não era economizar dinheiro – os custos eram os mesmos – mas parecer patriota para o eleitorado americano comprando suas roupas dos Estados Unidos em vez da França. O terno em 1963 foi estimado em US$ 800 a US$ 1.000 (US$ 8.000 a US$ 10.000 em dólares de 2023).

## Assassinato

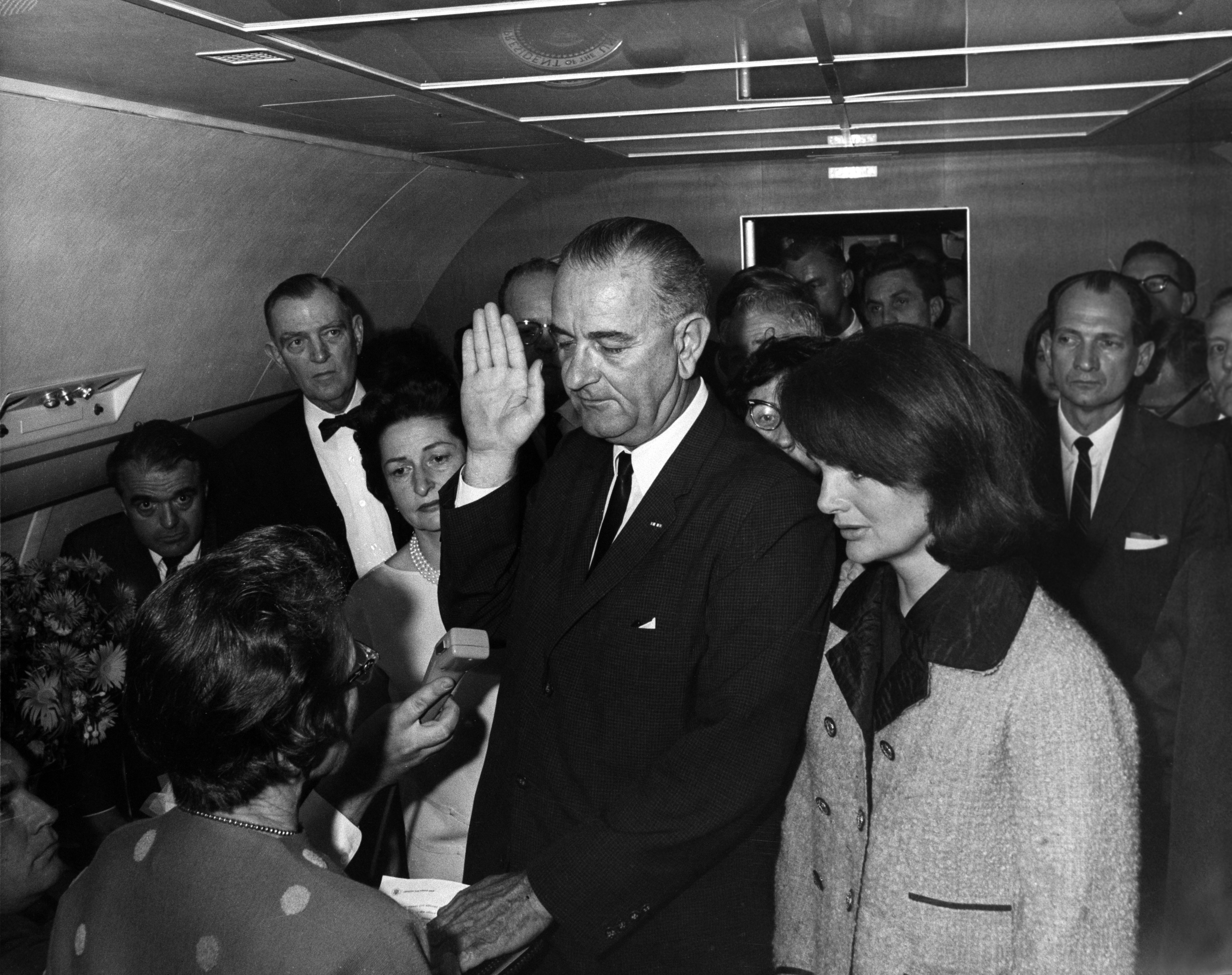
Jacqueline Kennedy vestindo seu terno rosa manchado de sangue enquanto Johnson faz o juramento de posse como presidente

Kennedy estava sentada ao lado esquerdo do presidente no banco de trás da limusine presidencial aberta enquanto o veículo viajava pelas ruas locais em Dallas. Imediatamente após ele levar um tiro na cabeça, o terno dela ficou manchado com o sangue dele.
Ao chegar ao Parkland Memorial Hospital, a esposa do vice-presidente Lyndon B. Johnson, Lady Bird, viu o carro e disse:
Lancei um último olhar por cima do ombro e vi no carro do presidente um maço de rosas, como um monte de flores, deitado no banco de trás. Era a Sra. Kennedy deitada sobre o corpo do presidente.
No hospital, Kennedy continuou a usar o terno manchado de sangue, mas ela havia tirado o chapéu. William Manchester escreveu em seu livro de 1967 The Death of a President:
O Lincoln voou pela pista central do boulevard; seu chapéu pillbox, pego em um redemoinho de vento forte, escorregou sobre sua testa, e com um movimento violento ela o arrancou e jogou no chão. O alfinete de chapéu arrancou uma mecha de seu próprio cabelo. Ela nem sentiu dor.
O paradeiro do chapéu hoje é desconhecido, e a última pessoa conhecida por tê-lo tido—sua secretária pessoal, Mary Gallagher—se recusou a revelar sua localização antes de sua morte em 2022. Em The Death of a President, Manchester relatou que o chapéu foi levado de volta para a Casa Branca, onde foi dado ao agente Bob Foster do Serviço Secreto, mas nada mais se sabe.
Várias pessoas perguntaram a Kennedy se ela gostaria de trocar de traje, mas ela recusou. Quando Lady Bird se ofereceu para enviar alguém para ajudá-la, ela respondeu:
Ah, não... Eu quero que eles vejam o que fizeram com Jack.
Apesar do conselho do médico de John F. Kennedy, o almirante George Burkley, que "gentilmente tentou persuadi-la a trocar seu terno Chanel rosa encharcado de sangue", ela usou o terno ao lado do vice-presidente Johnson quando ele foi empossado no Força Aérea Um como o 36º Presidente dos Estados Unidos. Na fotografia da cerimônia (à direita) as manchas de sangue não podem ser vistas, pois estavam no lado direito do terno. Lady Bird lembra que durante o juramento:
O cabelo dela [estava] caindo no rosto, mas [ela estava] muito composta... Olhei para ela. O vestido da Sra. Kennedy estava manchado de sangue. Uma perna estava quase totalmente coberta com ele e sua luva direita estava coberta de sangue, estava coberta de sangue – o sangue do marido dela. De alguma forma, essa foi uma das visões mais pungentes – aquela mulher imaculada, primorosamente vestida e coberta de sangue.
Kennedy não se arrependeu de ter se recusado a tirar o terno manchado de sangue; seu único arrependimento foi ter lavado o sangue do rosto antes de Johnson tomar posse.

## Destino posterior
Quando Jacqueline Kennedy finalmente tirou seu terno na manhã seguinte, sua empregada o dobrou e colocou em uma caixa. Alguns dias após o assassinato, esta caixa foi enviada para a mãe de Kennedy, Janet Lee Auchincloss, que escreveu "November 22nd 1963" no topo da caixa e a guardou em seu sótão. Eventualmente, a caixa foi doada ao Arquivo Nacional em Maryland, junto com uma nota não assinada com o papel timbrado de Auchincloss. A nota dizia: "Terno e bolsa de Jackie usados em 22 de novembro de 1963". O terno, que nunca foi limpo, é mantido fora da vista do público em "um recipiente sem ácido em uma sala sem janelas ... a localização precisa é mantida em segredo. A temperatura oscila entre 65 and 68 °F (−272,594
 °C); a umidade é de 40 por cento; o ar é trocado seis vezes por hora."
Kennedy continuou a comprar roupas da Chanel por um tempo após o assassinato.

## Significado histórico
O terno Chanel de Kennedy foi descrito de várias maneiras como "um famoso terno rosa que ficará para sempre gravado na consciência histórica da América",[carece de fontes?] "uma daquelas imagens indeléveis que os americanos guardaram: Jackie no terno Chanel rosa manchado de sangue", "a vestimenta mais lendária da história americana", e "emblemático do fim da inocência".
A vestimenta agora está armazenada fora da vista do público no Arquivo Nacional. Ela não será vista pelo público até pelo menos 2103, de acordo com uma escritura de Caroline Kennedy, a única herdeira sobrevivente de Kennedy. Naquela época, quando a escritura de 100 anos expirar, os descendentes da família Kennedy renegociarão o assunto.